# Отенаген
Отенаген (англ. Oteneagen) — тауншип в округе Айтаска, Миннесота, США. На 2010 год его население составило 310 человек. Тауншип был назван Уильямом Халбертом, поселенцем из Мичигана. Он назвал его в честь реки Онтонагон в Мичигане.

## География
По данным Бюро переписи населения США площадь тауншипа составляет 94,1 км², из которых 93,6 км² занимает суша, а 0,5 км² — вода (0,58 %).
Через тауншип проходит  дорога 6 штата Миннесота.

## Население
В 2010 году на территории тауншипа проживали 310 человек (из них 51,6 % мужчин и 48,4 % женщин), насчитывалось 104 домашних хозяйства и 82 семьи. На территории города было расположено 129 построек со средней плотностью 1,4 построек на один квадратный километр суши. Расовый состав населения: белые — 89,7 %, коренных американцы — 7,7 %, две или более других рас — 1,9 %.
Население тауншипа по возрастному диапазону по данным переписи 2010 года распределилось следующим образом: 35,5 % — жители младше 21 года, 56,4 % — от 21 до 65 лет и 8,1 % — в возрасте 65 лет и старше. Средний возраст населения — 32,6 года. На каждые 100 женщин в Отенагене приходилось 106,7 мужчин, при этом на 100 совершеннолетних женщин приходилось 98,1 мужчин сопоставимого возраста.
Из 104 домашних хозяйств 78,8 % представляли собой семьи: 67,3 % совместно проживающих супружеских пар (27,9 % с детьми младше 18 лет); 5,8 % — женщины, проживающие без мужей, 5,8 % — мужчины, проживающие без жён. 21,2 % не имели семьи. В среднем домашнее хозяйство ведут 2,88 человека, а средний размер семьи — 3,26 человека. В одиночестве проживали 15,4 % населения, 3,8 % составляли одинокие пожилые люди (старше 65 лет).
В 2014 году из 178 человек старше 16 лет имели работу 101. Медианный доход на семью оценивался в 56 875 $, на домашнее хозяйство — в 48 333 $. Доход на душу населения — 22 530 $ в год.